# Comuna Solomiivka, Dubrovîțea
Solomiivka (în ucraineană Соломіївка) este o comună în raionul Dubrovîțea, regiunea Rivne, Ucraina, formată din satele Kuraș, Orveanîțea și Solomiivka (reședința).

## Demografie
Componența lingvistică a comunei Solomiivka
     Ucraineană (99,42%)
     Alte limbi (0,41%)
Conform recensământului din 2001, majoritatea populației comunei Solomiivka era vorbitoare de ucraineană (99,42%), existând în minoritate și vorbitori de alte limbi.